# Vilhelm II:s land

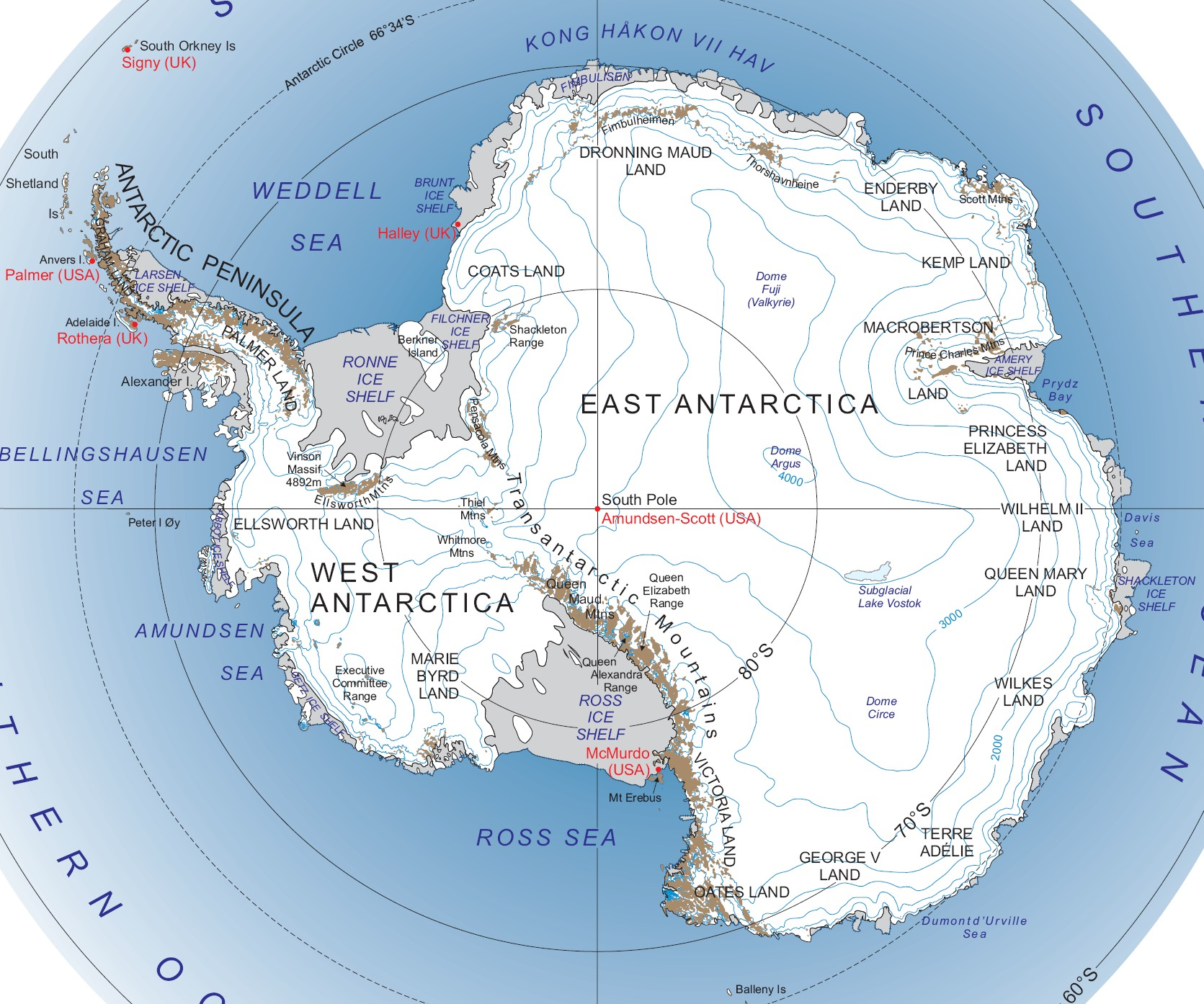
Lägeskarta, Wilhelm II Land på högra sidan.

Vilhelm II:s land (engelska: Kaiser Wilhelm II Land eller Wilhelm II Coast, tyska: Kaiser-Wilhelm-II.-Land) är ett landområde i östra Antarktis.

## Geografi
Vilhelm II:s land ligger i Östantarktis mellan Princess Elizabeth land och Queen Mary land. Området ligger direkt vid Davishavet mellan Cape Penck vid Västra shelfisen och Cape Filchner. Kusten är cirka 150 km lång och området sträcker sig mellan cirka 87° 43' Ö till 91° 54' Ö.
Området är småkuperat med den utslocknade vulkanen Gaussberg på 371 m ö.h. vid kusten som högsta punkt.
Området ligger inom Australiska Antarktis (Australiens Landanspråk på Antarktis).

## Historia
Vilhelm II:s lands kust upptäcktes den 22 februari 1902 av den Tyska Antarktisexpeditionen med fartyget Gauss under ledning av Erich von Drygalski, området namngavs då efter kejsar Vilhelm II av Tyskland, en stor bidragsgivare till expeditionen.
Den västra kusten utforskades även 1912–13 av en grupp från den australasiatiska antarktisexpeditionen under ledning av Douglas Mawson.
1947 fastställdes det nuvarande namnet av amerikanska "Advisory Committee on Antarctic Names" (US-ACAN, en enhet inom United States Geological Survey).